# Charley Patton

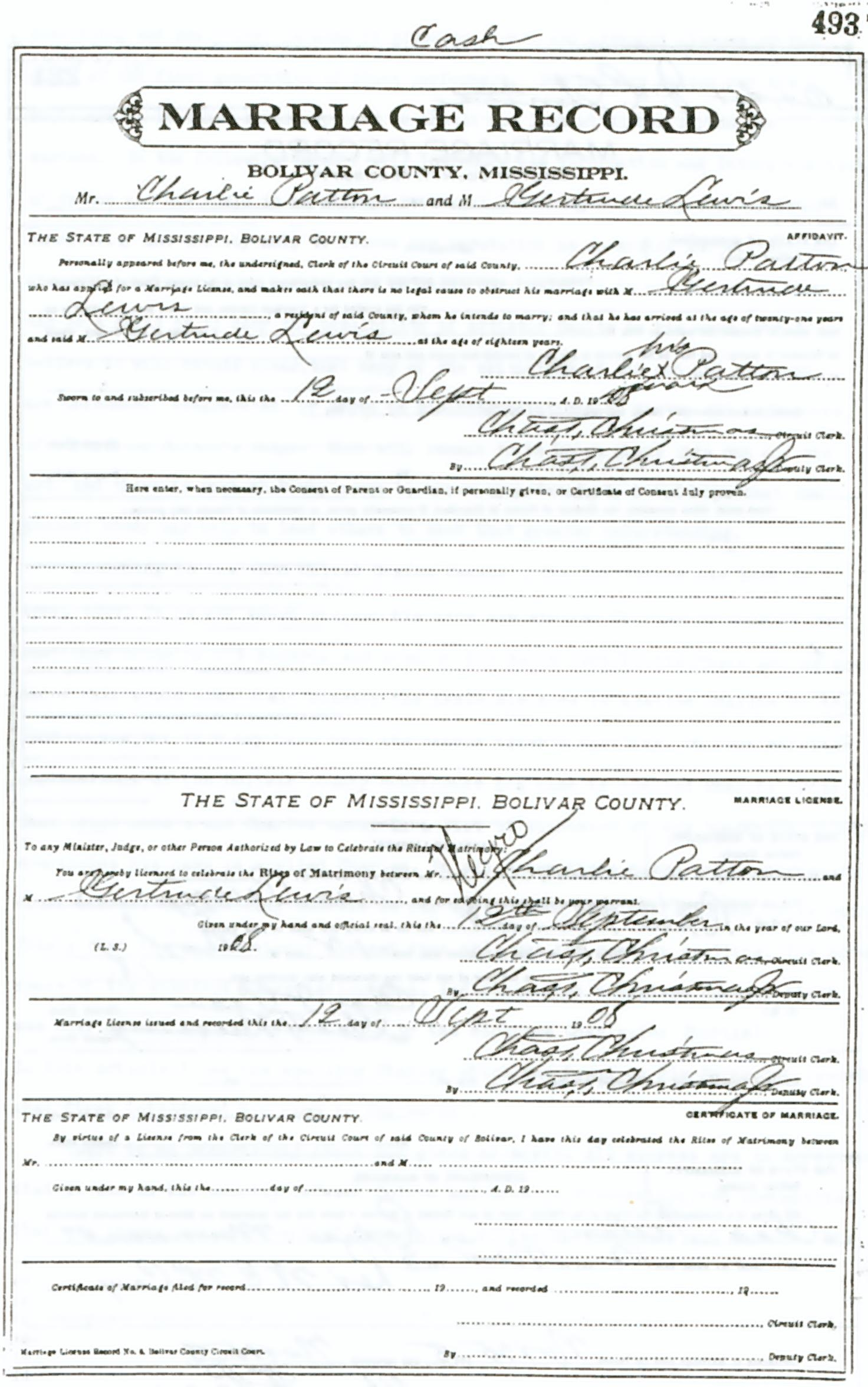
Certidão de casamento de Charley Patton e Gertrude Lewis de 1908.

Charlie Patton, mais conhecido como Charley Patton (Mississipi, 1 de maio de 1891 - Heathman-Dedham, 28 de abril de 1934), foi um dos mais conhecidos músicos estadunidenses de delta blues. Era considerado por muitos como o "pai do delta blues" e por isso uma das figuras mais antigos da música popular dos Estados Unidos.

## Biografia
Robert Palmer considera-o o músico mais importante que o Estados Unidos já produziu no século XX. Charlie Patton foi uma das primeiras grandes estrelas do Delta Blues. 
Patton, que nasceu em Hinds County, Mississipi, perto de Edwards, mas viveu grande parte de sua vida em Sunflower County, no Delta do Mississipi. Várias fontes dizem que nasceu em 1891, mas ainda há dúvidas sobre isso. Em 1900, entretanto, sua família viajou 160 km ao norte para a legendária Dockery Plantation, uma fazenda perto de Ruleville, Mississipi. Foi lá que John Lee Hooker e Howlin' Wolf aprenderam com Patton. Também foi nessa região que Robert Johnson tocou sua primeira guitarra.
O violão que Patton utilizava era um Stromberg-Voisinet.
Na Dockery, Charlie ficou sob a tutela de Henry Sloan, que tinha um novo e incomum estilo de tocar música mais tarde considerado “blues primitivo”.
Charlie aprendeu com Sloan, e por volta dos 19 anos ele era um talentoso artista e compositor, tendo escrito Pony Blues, música que acabou se conhecida ícone de uma era. Se tornou extremamente popular no sul dos Estados Unidos, e em contraste dos músicos itinerantes da sua época foi convidado para tocar em  plantações e tavernas.
Muito antes de Jimi Hendrix impressionar sua platéia com seu estiloso modo de tocar guitarra, Patton ganhou notoriedade por ser um showman, frequentemente tocava seu violão de joelhos, atrás de sua cabeça ou nas suas costas.
Apesar de que Patton era um  pequeno homem de 1,65m e 61 kg, há rumores que o som de sua voz - carregada de whiskey e cigarros - alcançava mais de 450m sem amplificadores.
Essa potente voz foi a principal influência no estilo de cantar de um de seus estudantes, Howlin’ Wolf. Patton se estabeleceu em Holly Ridge, Mississipi com sua esposa e parceira de gravações Bertha Lee em 1933.
Morreu em Heathman-Dedham perto de Indianola, de uma doença do coração, em 28 de abril de 1934. Foi enterrado em Holly Ridge (ambas as cidades estão localizadas no condado de girassol).
A lápide memorial foi erigido sobre o túmulo de Patton (o local do qual foi identificado pelo zelador do cemitério C. Howard, que afirmava ter estado presente no enterro) paga pelo músico John Fogerty através da MT. Zion Memorial Fund em julho de 1990. A grafia do nome de Patton foi ditada por Jim O'Neal que também compôs o epitáfio Patton.
Apenas uma fotografia de Charlie Patton é conhecida a existir, embora a sua autenticidade é contestada. A fotografia é de propriedade de um colecionador, John Tefteller.
Embora fosse considerado Afro-americano, por causa de sua tez clara houve rumores de que ele era Mexicano ou possivelmente de sangue completo Cherokee, uma teoria apoiada pelo Howlin 'Wolf. Na realidade, Patton era uma mistura de brancos, negros e Cherokee (uma de suas avós era uma puro-sangue Cherokee). Patton cantou em "Down the Dirt Road Blues" sobre ter ido para a  "Nação" e "o Territo" - significando que o Cherokee Nation parcela do Território Indígena (que se tornou parte do estado de Oklahoma  em 1907), onde um número de negros e índios tentaram em vão reivindicar um lugar nos cadernos tribais e assim obter terras.
Atestado de morte de Patton afirma que ele morreu em uma casa de cerca de vinte quilômetros de plantações Dockery em Indianola. Bertha Lee não é mencionada no atestado, sendo o único informante listado Willie Calvin. Sua morte não foi relatada nos jornais.

## Reconhecimentos
Screamin 'eo Hollerin' The Blues: The Worlds of Charley Patton, é um box set das obras gravadas de Charley Patton. Também com gravações por muitos de seus amigos e associados. O conjunto ganhou três Grammy Awards em 2003 de Melhor Álbum Histórico, Best Boxed ou Special Limited Edition Package, e Melhor Álbum.
Outra coleção de gravações de Patton, lançada pela Catfish Records é intitulada The Definitive Charley Patton.
A música de Patton, "Pony Blues" (1929) foi incluída pela National Recording Preservation Board no Registro de Gravações da Biblioteca Nacional do Congresso em 2006. O conselho seleciona músicas em uma base anual, que são "culturalmente, historicamente ou estéticamente significativas".

## Linha do tempo
- 1891 - Patton nasceu em Hinds County, Mississippi perto de Edwards ou Bolton.
- 1895 - A família mudou-se para perto de Patton Edwards Depot.
- 1900 - A família se mudou para o Dockery Plantation in Sunflower County, Mississippi, onde Charlie encontrava a sua influência musical, Henry Sloan.
- 1905-1907 - Com 14 anos, Patton obteve aulas de guitarra de Earl Harris de Cleveland, e aprendeu "You Take My Woman" e "Maggie".
- 1908 - Com 17 anos, viveu com a Millie Barnes, e teve uma menina chamada Willie Mae.
- 1910 - Com 19 anos gravou músicas, incluindo "Pony Blues", "Banty Rooster Blues", "Mississippi Boweavil" e "Down The Dirt Road".
- 1916 - Ofereceu uma posição no W.C. Handy's Band.
- 1922 - Casou-se com Mandy França na plantação Oss Pepper's.
- 1926 - Willie Brown tornou-se seu parceiro de dueto.
- 1929 - Gravou 14 canções para a Paramount Records em Richmond, Indiana.
- 1929 - Em julho, a Paramount lançou "Pony Blues", primeira gravação de Patton emitidas, que vendia bem.
- 1929 - Gravou novas canções novamente para a Paramount, desta vez em Grafton, Wisconsin, com Henry "Son" Sims no violino.
- 1930 - Terceira sessão de gravação Paramount, novamente em Grafton, Wisconsin, e acompanhado por Son House e Willie Brown na guitarra, e Louise Johnson no piano.
- 1932 - Final de gravação Paramount foi liberado.
- 1932 - Casou-se com Bertha Lee, a filha de um capataz, em Morgan City, Mississippi.
- 1933 - Quase morreu quando sua garganta foi cortada perto de Holly Ridge, Mississipi.
- 1934 - Gravou 26 canções, incluindo "Oh Morte", para a gravação American Company em Nova Iorque, entre 30 de janeiro e 1 de fevereiro.
- 1934 - Morreu de insuficiência cardíaca no Heathman-Dedham fazenda no Mississipi.

## Discografia

### 1929, Richmond
- "Pony Blues"
- "Mississippi Boweavil Blues"
- "Screamin' And Hollerin' The Blues"
- "Down The Dirt Road Blues"
- "Banty Rooster Blues"
- "Pea Vine Blues"
- "It Won't Be Long"
- "Tom Rushen Blues"
- "A Spoonful Blues"
- "Shake It And Break It (But Don't Let It Fall Mama)"
- "Prayer Of Death Part 1 & 2"
- "Lord I'm Discouraged"
- "I'm Goin' Home"

### 1929, Grafton
- "Going To Move To Alabama"
- "Elder Greene Blues"
- "Circle Round The Moon"
- "Devil Sent The Rain Blues"
- "Mean Black Cat Blues"
- "Frankie And Albert"
- "Some These Days I'll Be Gone"
- "Green River Blues"
- "Hammer Blues"
- "Magnolia Blues"
- "When Your Way Gets Dark"
- "Heart Like Railroad Steel"
- "Some Happy Day"
- "You're Gonna Need Somebody When You Die"
- "Jim Lee Blues Part 1"
- "Jim Lee Blues Part 2"
- "High Water Everywhere Part 1"
- "High Water Everywhere Part 2"
- "Jesus Is A Dying-Bed Maker"
- "I Shall Not Be Moved"
- "Rattlesnake Blues"
- "Running Wild Blues"
- "Joe Kirby"
- "Mean Black Moan"
- "Farrell Blues"
- "Come Back Corrina"
- "Tell Me Man Blues"
- "Be True Be True Blues"

### 1930, Grafton
- "Dry Well Blues"
- "Some Summer Day"
- "Moon Going Down"
- "Bird Nest Bound"

### 1934, Nova Iorque
- "Jersey Bull Blues"
- "High Sheriff Blues"
- "Stone Pony Blues"
- "34 Blues"
- "Love My Stuff"
- "Revenue Man Blues"
- "Oh Death"
- "Troubled 'Bout My Mother"
- "Poor Me"
- "Hang It On The Wall"
- "Yellow Bee"
- "Mind Reader Blues"

## Tributos
- Bob Dylan dedicou sua canção "High Water (For Charley Patton)", Em seu álbum de 2001 Love and Theft, Para Patton.
- O compositor francês Francis Cabrel refere-se a Charley Patton na canção "Cent Ans de Plus" no álbum de 1999 Hors-saison.
- A banda de rock indie "Gomez" gravou uma música em sua versão 2006 How We Operate, Intitulado "Charley Patton Songs".
- Há um retrato de Charlie Patton no estúdio de gravação usado pelo White Stripes no álbum Icky Thump. Ele pode ser visto ao fundo no vídeo sobre seu website.
- Jule Brown registada uma actualização arranjo de "Patton's Green River Blues", em sua versão 2006 Smoke and Mirrors.
- Robert Crumb no livro em quadrinhos "Blues" narra a vida de Patton.

## Marcador histórico
O Mississippi Blues Trail colocou o seu primeiro marcador histórico sobre o túmulo de Charlie Patton na Holly Ridge, Mississipi em reconhecimento do seu estatuto como um lendário bluesman e sua importância no desenvolvimento do blues do Mississipi. Colocou outro marcador histórico no local onde a estrada de ferro Peavine cruza com a estrada 446 em Boyle, Mississippi, Designando-a como um segundo site relacionado com Patton na Mississippi Blues Trail. O marcador  comemora a letra original de Patton "Peavine Blues", que descreve o ramo de transporte ferroviário de Yazoo e Mississippi Valley Railroad que corria para o sul de Dockery Plantation de Boyle. O marcador enfatiza que um tema comum blues canções estava andando na estrada de ferro que era visto como um metáfora para viagens e escapar.